# Hallett
Hallett és un poble dels Estats Units a l'estat d'Oklahoma. Segons el cens del 2000 tenia 168 habitants.

## Demografia
Segons el cens del 2000, Hallett tenia 168 habitants, 58 habitatges, i 46 famílies. La densitat de població era de 74,6 habitants per km².
Dels 58 habitatges en un 29,3% hi vivien nens de menys de 18 anys, en un 63,8% hi vivien parelles casades, en un 10,3% dones solteres, i en un 19% no eren unitats familiars. En el 13,8% dels habitatges hi vivien persones soles el 6,9% de les quals corresponia a persones de 65 anys o més que vivien soles. El nombre mitjà de persones vivint en cada habitatge era de 2,9 i el nombre mitjà de persones que vivien en cada família era de 3,23.
Per edats la població es repartia de la següent manera: un 32,1% tenia menys de 18 anys, un 8,9% entre 18 i 24, un 24,4% entre 25 i 44, un 20,2% de 45 a 60 i un 14,3% 65 anys o més.
L'edat mediana era de 33 anys. Per cada 100 dones de 18 o més anys hi havia 93,2 homes.
La renda mediana per habitatge era de 30.000 $ i la renda mediana per família de 30.250 $. Els homes tenien una renda mediana de 41.250 $ mentre que les dones 51.250 $. La renda per capita de la població era de 12.539 $. Entorn del 15,6% de les famílies i el 14,1% de la població estaven per davall del llindar de pobresa.

## Poblacions més properes
El següent diagrama mostra les poblacions més properes.